# Johann Franz Encke
Johann Franz Encke (23. září 1791 – 26. srpna 1865) byl německý astronom narozený v Hamburku.

## Život
Od roku 1811 studoval matematiku a astronomii na univerzitě v Göttingenu pod vedením Carla Friedricha Gausse, ale mezi roky 1813–1814 narukoval do Hanzovní ligy. Později, v roce 1815 se stal poručíkem v Pruské armádě. V roce 1816 se navrátil do německého Göttingenu, kde si jej Bernhardt von Lindenau vybral za svého asistenta pro observatoř Seeberg nedaleko Gothy.
Na této observatoři zkoumal kometu z roku 1680, u které správně určil oběžnou dobu 71 let a spojil ji s kometou z roku 1812 známou dnes pod názvem 12P/Pons-Brooks. V následujících letech předpověděl návrat komety s krátkou oběžnou dobou (pouze 3,3 roky), což v té době vzbudilo u odborné veřejnosti naprostou senzaci. Tehdejší známé komety měly většinou periodu oběhu přes 70 let.
V roce 1824 získal společně s Charlesem Babbagem jako první ocenění Gold Medal of the Royal Astronomical Society.
V roce 1837 popsal změny jasnosti u prstenců Saturnu, přesněji u prstence A. Později bylo zjištěno, že se zde nachází dělení mezi prstenci, které bylo na jeho počest pojmenováno jeho jménem.
Je pohřben na hřbitově v Berlíně.